# Fastida

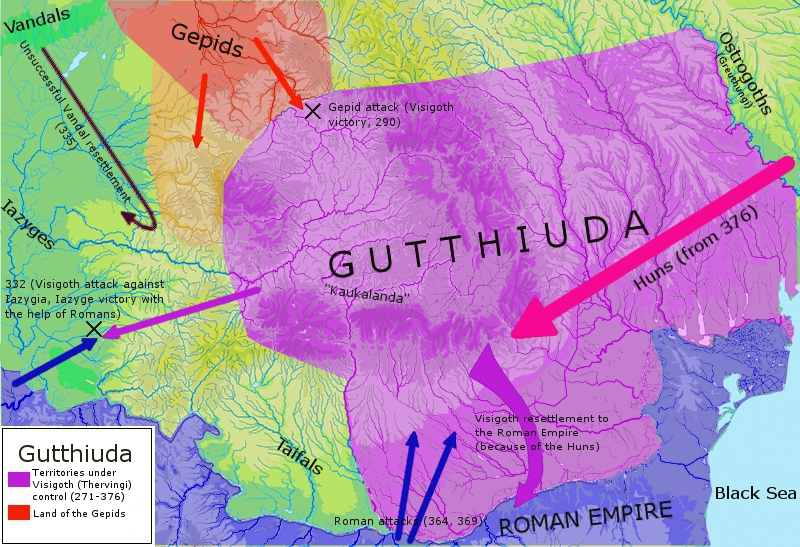
Gótské území Gutthiudy, kde se odehrála bitva Fastidy s Góty. Gutthiuda se nacházela na území dnešního Rumunska

Fastida (3. století? – ?) byl ve 3. století první doložený král germánského kmene Gepidů. Gepidé v čele s Fastidou jsou poprvé zmíněni v roce 291, kdy se utkali v bitvě proti západním Gótům. Gepidé chtěli uzurpovat jejich území pro sebe. Gótský historik Jordanes popisuje ve svém díle Getica konfrontaci mezi králem Fastidou a tehdy ještě sjednocenými Góty. 
"Líní ti, kteří přišli příliš pozdě, požadovali zemi od svých gótských bratrů, protože jejich vlastní osady v zalesněné horské oblasti už je nemohly uživit."
Fastida byl sebevědomý a arogantní, protože krátce předtím zasadil zdrcující porážku Burgundům. Gótové, ale požadavky Fastidy zamítli a utkali se s ním v boji někde v údolí řeky Szamos, kde Gepidové a Taifalové v čele s Fastidou konfrontovali tervingskou koalici v čele s králem Gótů. Přesné místo bitvy se nacházelo v blízkosti oppida Galtis u řeky Auha (ad oppidum Galtis, iuxta quod currit fluvios Auha). Výsledek bitvy Gepidů proti Gótům je také zaznamenán v díle Getica. Pro Gepidy vedenými Fastidou vyústila bitva v porážku.
Neexistuje žádný důkaz o gótském osídlení v Gutthiudu, které by bylo větší než vesnice nebo opevněná pozice, proto oppidum Galtis u řeky Auha bylo snad někdejší římské město. Přesto umístění oppida a tím i místo bitvy je dnes neznámé.